# Hermann Wichelhaus

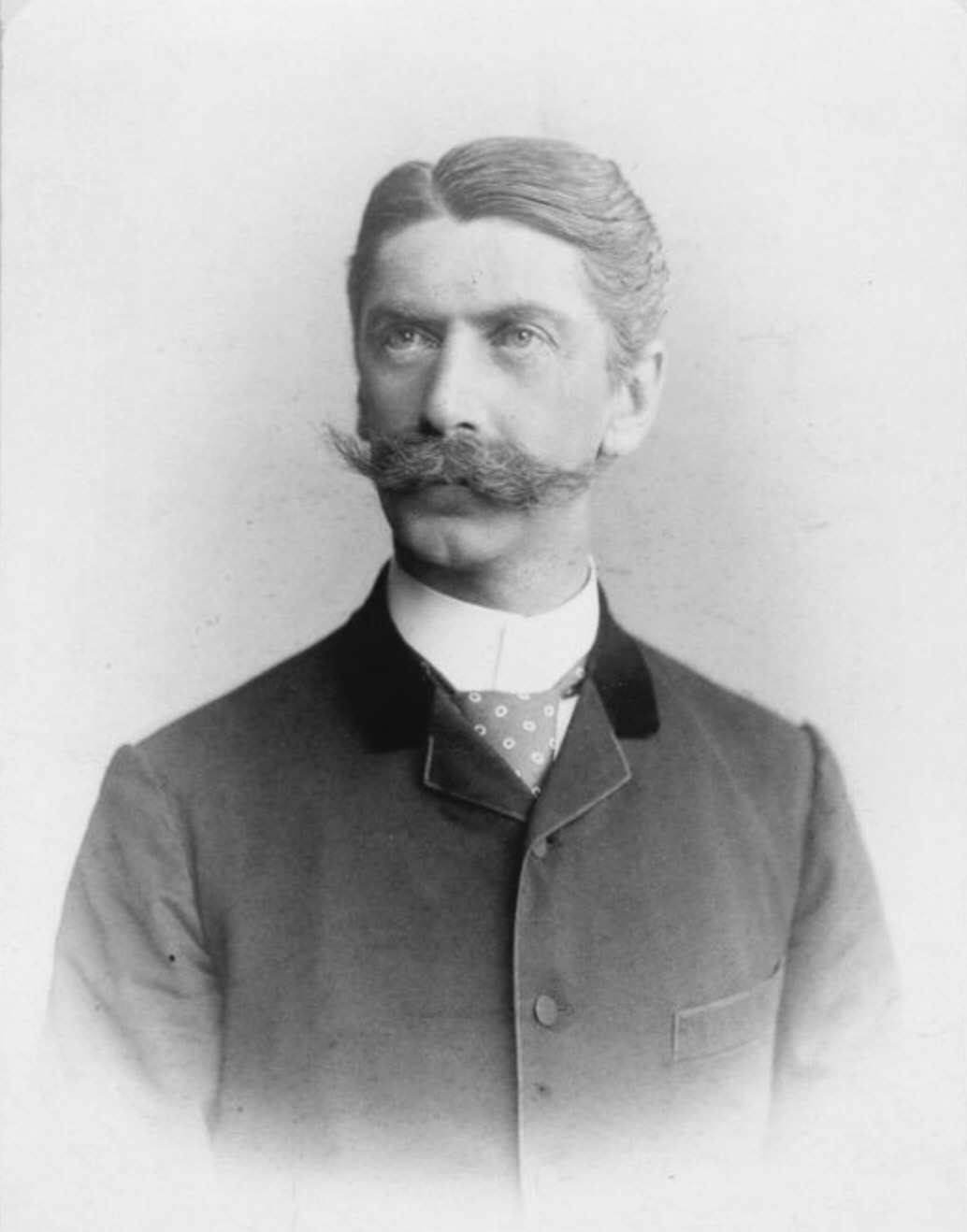
Hermann Wichelhaus
ca. 1870–1880

Karl Hermann Wichelhaus (* 8. Januar 1842 in Elberfeld (heute Stadtteil von Wuppertal); † 28. Februar 1927 in Heidelberg) war ein deutscher Chemiker.

## Leben und Beruf
Hermann Wichelhaus besuchte das Gymnasium in Elberfeld und studierte vom Sommersemester 1860 an Chemie in Bonn. Dort wurde er Mitglied der Burschenschaft Frankonia. Danach bezog er die Universität Göttingen. Hier trat er in die Burschenschaft Hannovera ein. Das Studium setzte er in Gent (bei August Kekulé), London (bei Edward Frankland) und Heidelberg fort, wo er 1863 zum Dr. phil. promovierte. Anschließend begab er sich nach Berlin, richtete sich ein Privatlaboratorium ein und habilitierte sich 1867.
Hermann Wichelhaus zählte 1867 zu den Mitbegründern der Deutschen Chemischen Gesellschaft. Er war lange Jahre ihr Sekretär und redigierte von 1868 bis 1883 die Zeitschrift Berichte der Deutschen Chemischen Gesellschaft, die in Berlin erschien. Darin und in anderen einschlägigen Zeitschriften veröffentlichte Wichelhaus nicht nur viele seiner chemischen Versuchsergebnisse, sondern auch gesellschaftspolitische Fragestellungen, die mit Problemen großtechnischer Neuerungen auf dem Gebiet der Chemie in Zusammenhang standen. Zudem war er Mitarbeiter an Handbüchern der Chemie. Im Jahr 1871 ernannte ihn die Friedrich-Wilhelms-Universität Berlin zum außerordentlichen Professor für chemische Technologie. Er nutzte eine Dienstwohnung im Haus Bunsenstraße 1, in dem sich das I. Chemische Institut der Universität befand. Ebenfalls 1871 berief ihn die Unileitung in die Technische Deputation für Gewerbe im Königreich Preußen. 1873 gründete er in Berlin das erste technologische Institut an einer deutschen Universität und wurde dessen Direktor. Wichelhaus trug den Titel Geheimer Regierungsrat.
Im Kriege 1870/71 war Wichelhaus verantwortlich für die Desinfektion „in den Lazaretten und auf den Schlachtfeldern“. Von 1877 bis 1880 gehörte er auch dem neu gegründeten preußischen Patentamt an. 1902 gehörte er zum Organisationsgremium für den 5. Internationalen Kongress für angewandte Chemie, der vom 2. bis 8. Juni 1903 in Berlin stattfand. Auf dem Kongress selbst war er Präsident des 1. Komitees der Sektion IV A. Organische Präparate inklusive Teerprodukte. – Den Vorsitz in der Kali-Abwasser-Kommission führte er von 1913 bis 1916.
Nach seiner Emeritierung 1921 zog Hermann Wichelhaus nach Heidelberg, wo er 1927 starb und beigesetzt wurde.

## Veröffentlichungen (Auswahl)
- Technologie für Chemiker und Juristen an deutschen Universitäten, Zeitschrift für angewandte Chemie, Jahrgang Nr. 21 (1908), S. 2–6.
- Der Stärkezucker, Leipzig: Akademische Verlagsgesellschaft, 1913.
- Sulfurieren, Alkalischmelze der Sulfonsäuren, Esterifizieren (Classic Reprint), Forgotten Books, ISBN 0-332-54617-9.
- Emil Fischer’s Verdienste um die Deutsche Chemische Gesellschaft, Berichte der Deutschen Chemischen Gesellschaft, Jahrgang 52 (1919), S. 129–132.
- Vorlesungen über chemische Technologie, 3. Auflage Dresden 1912[5]
  - 5. Aufl., Dresden: Steinkopff, 1923.

## Ehrungen
- 1892 Verleihung des Titels Geheimer Regierungsrat
- 1909 Verleihung des Königlichen Kronenordens III. Klasse
- 1913 Verleihung des Königlichen Kronenordens II. Klasse